# Innoko
Innoko (ang. Innoko River) – rzeka w Stanach Zjednoczonych, w zachodniej części stanu Alaska, w okręgu Yukon–Koyukuk, dopływ rzeki Jukon. Długość rzeki wynosi około 800 km, a powierzchnia dorzecza – 6500 km².
Źródło rzeki znajduje się na południe od góry Cloudy Mountain, w paśmie Kuskokwim. W górnym biegu płynie w kierunku północnym, po czym kieruje się na południowy zachód. Do rzeki Jukon uchodzi na wschód od miejscowości Holy Cross, na wysokości 8 m n.p.m..
Rzeka przepływa przez rezerwat przyrody Innoko National Wildlife Refuge, a jej dolina jest niemal całkowicie nienaruszona przez działalność człowieka.